# As Seen Through a Telescope
As Seen Through a Telescope er en britisk stumfilm fra 1900 af George Albert Smith.